# Elgar-Ensemble
Elgar-Ensemble (podria traduir-se com "Mútuament-Unitat" en català) és un moviment polític d'Iparralde. Va néixer el gener de 2004 a la localitat labortana d'Uztaritze on celebrà la seva assemblea constituent el 17 de gener. Ideològicament poden ser considerats basquistes però fugint clarament del nacionalisme basc. Segons el moviment no són "d'esquerres, ni de dretes, ni abertzales" i aspiren a ser "un pont entre les dues civilitzacions que existeixen al País Basc del Nord: francesos, euskalduns i aquells que se senten les dues coses alhora". Tanmateix es podria resumir la seva filosofia en el lema "bascos a França, francesos al País Basc". Elgar-Ensemble ha estat liderat per significatius electes com Peio Labeguerie o André Darraidou (ex-alcalde d'Ezpeleta propers a la democràcia cristiana (com l'UDF).
Segons el Doctor de la Complutense de Madrid Igor Ahedo Gurrutxaga, autor de diverses investigacions sobre la qüestió basco-francesa, aquest moviment cal emmarcar-lo amb l'aparició durant els darrers anys d'un nou espai socio-ideològic a Iparralde que podria resumir-se en una identitat "Pays Basque" intermèdia entre postures abertzales i nacionalistes franceses.
A les eleccions cantonals de 2004 va haver tres candidats que es van presentar sota les sigles d'Elgar-Ensemble: Léopold Darritchon pel cantó de Bastida (va obtindre el 20,4% dels vots i va passar a la segona volta on aconseguí un 26,9% sense ser escollit conseller general). Pel cantó d'Hazparne Xavier Larre va aconseguir un 8,5% a la primera volta i pel cantó de Baiona-Oest Denis Brillant va sumar el 5,8% de vots.
Tot i recolzar les quatre demandes de la plataforma Batera (cooficialitat de l'euskara, departament, Cambra agrària i universitat pròpies per Iparralde) el moviment és obertament hostil al nacionalisme basc. Així, en un web pròxim al moviment es vincula intrínsecament –de forma bastant demagògica– el nacionalisme basc, sovint tractat en genèric, amb el nazisme i l'activitat terrorista d'ETA.